# Litet mossmott
Litet mossmott (Platytes cerussella) är en fjärilsart som först beskrevs av Denis och Ignaz Schiffermüller 1775.  Litet mossmott ingår i släktet Platytes, och familjen mott. Enligt den finländska rödlistan är arten sårbar i Finland. Arten är reproducerande i Sverige. Artens livsmiljö är torra gräsmarker.

## Bildgalleri

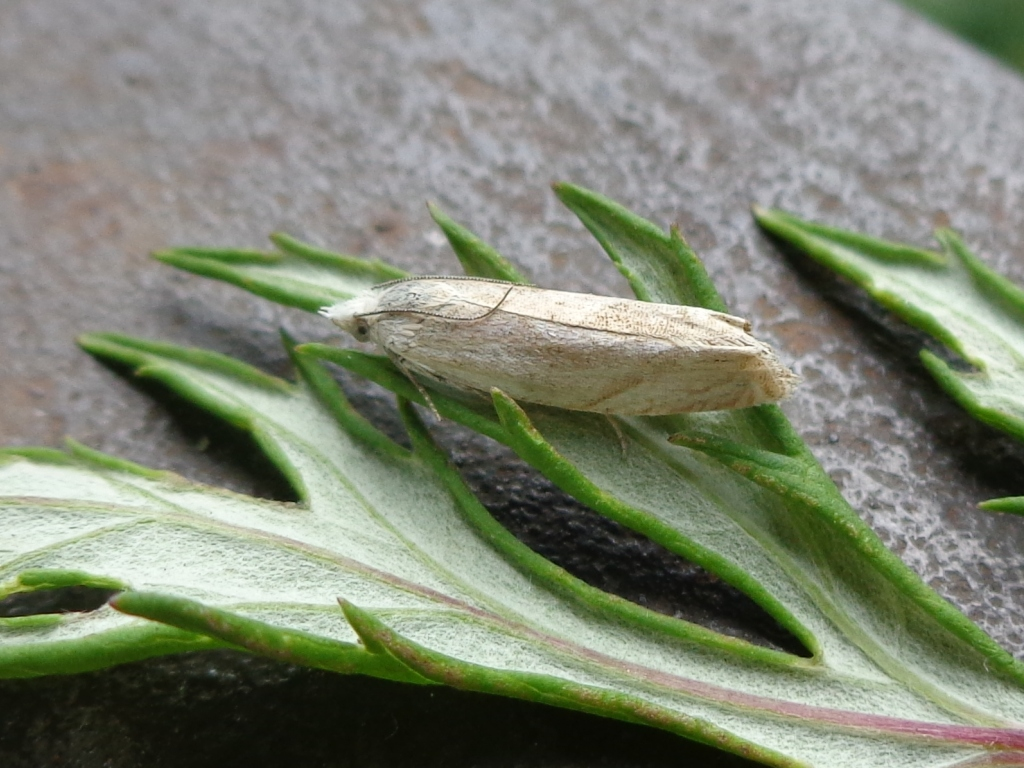